# Kalle Kossila
Kalle Kossila (* 14. April 1993 in Neuilly-sur-Seine) ist ein finnischer Eishockeyspieler französischer Herkunft, der seit Oktober 2024 beim Örebro HK aus der Svenska Hockeyligan (SHL) unter Vertrag steht und dort auf der Position des linken Flügelstürmers spielt. Zuvor absolvierte Kossila unter anderem annähernd 250 Spiele in der American Hockey League (AHL) und stand darüber hinaus in 19 Partien für die Anaheim Ducks in der National Hockey League (NHL) auf dem Eis.

## Karriere

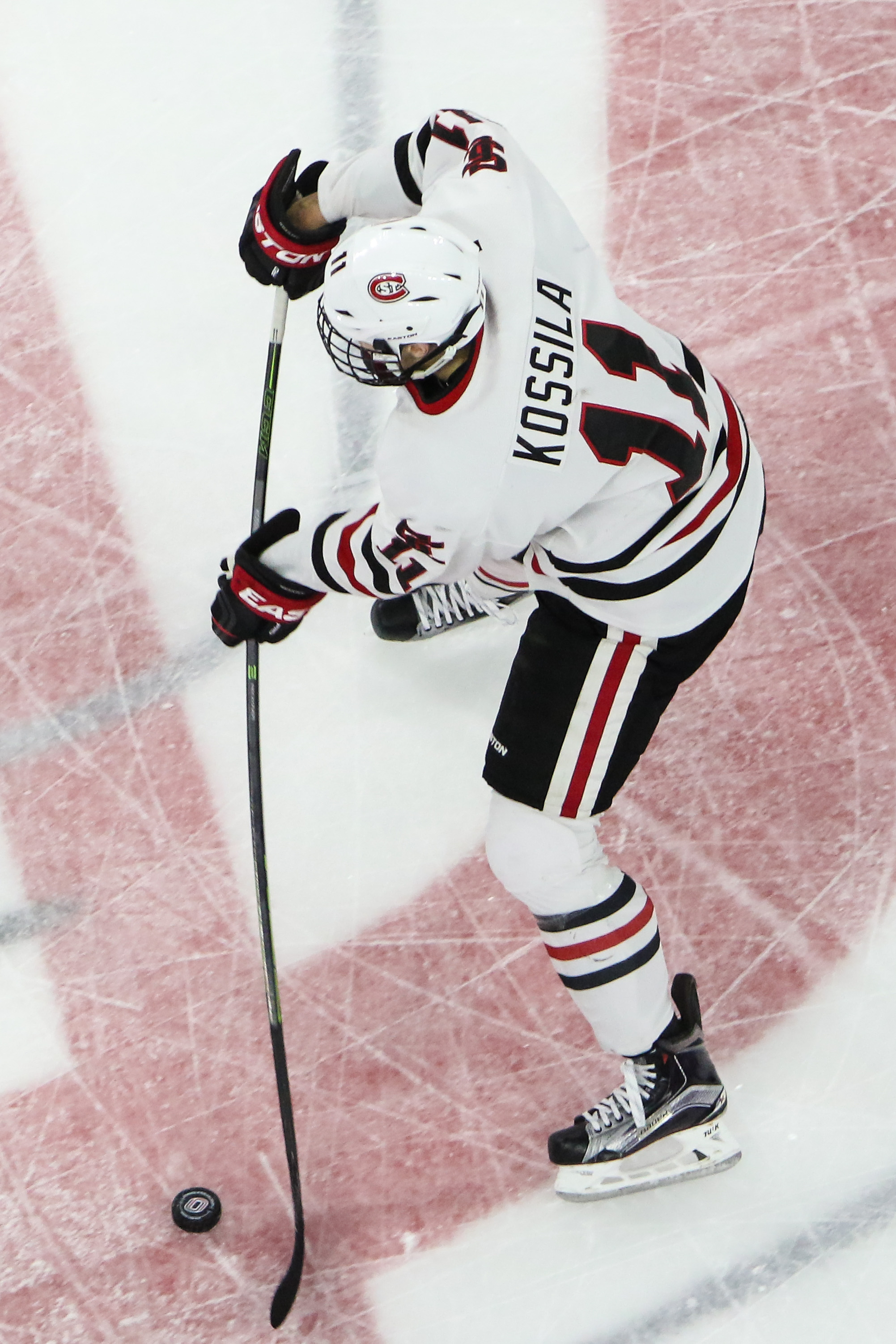
Kossila im Trikot der St. Cloud State University (2016)

Kossila kam im französischen Neuilly-sur-Seine im Département Hauts-de-Seine zur Welt. Während seiner Juniorenzeit spielte der Flügelstürmer aber in Finnland beim Hauptstadtklub Jokerit Helsinki. Im Sommer 2009 wechselte er schließlich in die Nachwuchsabteilung der Espoo Blues, wo er bis 2012 in der U18- und U20-Mannschaft zu Einsätzen kam. Der Finne kehrte danach dem europäischen Eishockey den Rücken und schrieb sich an der St. Cloud State University im US-Bundesstaat Minnesota ein. Dort spielte Kossila parallel zu seinem Studium vier Jahre lang für die Universitätsmannschaft in der Western Collegiate Hockey Association und nach der Neustrukturierung der Divisionen der National Collegiate Athletic Association in der neu geschaffenen National Collegiate Hockey Conference. In selbiger feierte er mit der Mannschaft in seinem vierten und letzten Jahr den Gewinn der Divisionsmeisterschaft.
Nach Beendigung seiner Ausbildung unterzeichnete der ungedraftete Free Agent Ende März 2016 einen Einstiegsvertrag bei den Anaheim Ducks aus der National Hockey League. Dort kam er im restlichen Verlauf der Saison 2015/16 für deren Farmteam, die San Diego Gulls, in der American Hockey League zum Einsatz. Ungeachtet davon wurde er im KHL Junior Draft 2016 in der fünften Runde an 146. Stelle von seinem Jugendklub Jokerit ausgewählt. Kossila verblieb allerdings aufgrund seines gültigen Vertrages in Nordamerika und verbrachte die Spielzeit 2016/17 komplett in San Diego, wo er in 75 Einsätzen inklusive der Play-offs 54 Scorerpunkte verbuchen konnte. Zudem feierte er sein Debüt für Anaheim in der NHL, für die er ein Spiel bestritt. in den folgenden beiden Spielzeiten war Kossila weiterhin Stammpersonal des AHL-Kaders und fügte seiner Vita weitere 18 NHL-Einsätze hinzu.
Im Juli 2019 wechselte der Finne als Free Agent in die Organisation der Toronto Maple Leafs. Während der Off-Season nach der Spielzeit 2019/20 wurde er im Dezember 2020 leihweise an den EHC Red Bull München aus der Deutschen Eishockey Liga (DEL) abgegeben, sodass er vorerst nach Europa zurückkehrte. Am Ende der AHL-Spielzeit 2020/21 wurde er ins All-Star Team der Canadian Division gewählt und wechselte daraufhin im Juni 2021 zum finnischen Klub Jokerit aus der Kontinentalen Hockey-Liga (KHL). Im März 2022 verließ der Finne den Klub bereits wieder, nachdem sich dieser aufgrund des russischen Überfalls auf die Ukraine aus der KHL zurückgezogen hatte. Er wechselte daraufhin zum SC Rapperswil-Jona Lakers in die Schweiz und beendete dort die Saison. Zur Spielzeit 2022/23 wechselte Kossila zu den Växjö Lakers. Mit dem Klub feierte er im Frühjahr 2023 den Gewinn der schwedischen Meisterschaft. Nach einer weiteren Saison in Växjö wechselte der Finne im Oktober 2024 innerhalb Schwedens zum Örebro HK. Zunächst war vor der Saison 2024/25 ein Wechsel Kossilas zum SC Bern in die Schweizer National League geplant. Jedoch bestand er den Medizincheck nicht, woraufhin die Mutzen stattdessen Austin Czarnik als Importspieler unter Vertrag nahmen.

### International
Im Verlauf der Saison 2022/23 gab Kossila sein internationales Debüt für die finnische Nationalmannschaft auf der Euro Hockey Tour.

## Erfolge und Auszeichnungen
- 2015 NCHC Scholar-Athlete of the Year
- 2016 NCHC-Meisterschaft mit der St. Cloud State University
- 2016 NCHC Second All-Star Team
- 2021 AHL Canadian Division All-Star Team

## Karrierestatistik
Stand: Ende der Saison 2024/25
(Legende zur Spielerstatistik: Sp oder GP = absolvierte Spiele; T oder G = erzielte Tore; V oder A = erzielte Assists; Pkt oder Pts = erzielte Scorerpunkte; SM oder PIM = erhaltene Strafminuten; +/− = Plus/Minus-Bilanz; PP = erzielte Überzahltore; SH = erzielte Unterzahltore; GW = erzielte Siegtore; 1 Play-downs/Relegation; Kursiv: Statistik nicht vollständig)